# بخش کراسنویاروژسکی
بخش کراسنویاروژسکی (به لاتین: Krasnoyaruzhsky District) یک منطقهٔ مسکونی در روسیه است که در استان بیلگاراد واقع شده‌است.